# Batherda
Batherda fou un estat tributari protegit, subsidiari de Mewar (Udaipur), formant una de les thikanes d'aquest principat, governada per nobles de primera classe del clan Sarangdevot dels rajputs sisòdia. La thikana fou entregada a Surat Singh, fill de Man Singh de Kanore, el 1711 (portava el títol de rawat des del 1707). Fou confiscada pel govern de l'Índia, com les altres tikhanes, el 1956.

## Llista de rawats
- Surat Singh 1711-?
- Jogi Ram
- Ekling Das
- Mohabat Singh
- Dalel Singh
- Madan Singh
- Madho Singh fins a 1926
- Dilip Singh 1926-1956 (+ 5 de juliol de 1959)